# Wacław Szarszewski
Wacław Szarszewski (ur. 19 listopada 1924 w Pokrzywnie, zm. w czerwcu 2010 w Warszawie) – funkcjonariusz służby bezpieczeństwa i wywiadu cywilnego, urzędnik konsularny, pułkownik SB.

## Życiorys
Syn Józefa i Tekli. Wstąpił do służby bezpieczeństwa, w której pełnił funkcje m.in. funkcjonariusza PUBP w Grudziądzu (1945–1947), słuchacza kursu zastępców szefów PUBP w Centrum Wyszkolenia MBP w Legionowie (1947), funkcjonariusza PUBP w Grudziądzu (1947–1948), funkcjonariusza PUBP we Włocławku (1948–1951), zastępcy szefa PUBP we Włocławku (1951), zastępcy naczelnika Wydziału IV WUBP w Bydgoszczy (1951–1953), zastępcy naczelnika Wydziału IX WUBP w Bydgoszczy (1953–1954), kierownika Sekretariatu WUBP w Bydgoszczy (1954–1955), funkcjonariusza Inspektoratu Kierownictwa WUdsBP w Bydgoszczy (1955), słuchacza kursu w Departamencie I KdsBP (1955), funkcjonariusza Departamentu I KdsBP (1955–1957), funkcjonariusza Departamentu I MSW (1957–1958), pracownika rezydentury w Wiedniu pod „przykryciem” referendarza Ambasady PRL (1958–1962), funkcjonariusza Departamentu I MSW (1962–1967), p.o. naczelnika wydziału oraz naczelnika wydziału w Departamencie I MSW (1967–1969), kierownika Podgrupy Operacyjnej MSW „Karpaty” w Berlinie (1969–1975), zastępcy dyrektora i dyrektora Biura Paszportów MSW (1975–1982), funkcjonariusza rezydentury w Berlinie pod „przykryciem” konsula generalnego PRL w Lipsku (1982-1985); to ostatnie stanowisko łączył podobno ze stanowiskiem zastępcy dyrektora Departamentu I MSW. Pochowany na cmentarzu wojskowym na warszawskich Powązkach w dniu 1 lipca 2010 (kwatera IIA43-6-7).